# 100416 С'янг
100416 С'янг (100416 Syang) — астероїд головного поясу, відкритий 2 лютого 1996 року.
Тіссеранів параметр щодо Юпітера — 3,861.